# Englezi
Englezi su narod germanske grane indoeuropske etnolingvističke porodice porijeklom od starih germanskih plemena Angla, Sasa i Juta, koji u 5. stoljeću naseljavaju britansko otočje tjerajući pred sobom domorodna keltska plemena. Preci Engleza, porijeklom iz nizinske Njemačke, na otočja dolaze brodovima i osvajaju zemlju. Razvojem pomorstva Englezi se dalje ekspanzivno šire osvajajući nove zemlje i krajeve. Ekspanzija počinje otkrićem Amerike u ranom 15. stoljeću i nastavlja se u kasnijem razdoblju. Sjedinjene Američke Države, Kanada, Australija i Novi Zeland zemlje su koje su utemeljili preci današnjih Engleza stvarajući nove anglofonske narode.

## Ime
Ime današnjih Engleza porijeklom je od imena plemena latinski nazivanih Angli (sing. Anglius),  porijeklom iz Schleswiga, koje u staro-engleskom (old-english) glasi Englas a u germanskom Angeln. Ova grupa plemena zajedno sa Sasima i Jutima nastanila se na Britanskom otočju i dalo porijeklo narodu po kojima je nova domovina dobila ime Engla-lond (otuda England; u hrv. Engleska), u značenju "Land of the Angles". Ime Anglo-Saksonci (Anglo-Saxons)  je bila kolektivna oznaka plemenima Angla, Sasa i Juta (Angles, Saxons, Jutes) koja su dolaskom na otočje u 5. stoljeću postala utemeljivači engleske države i naroda koji sebe naziva English.

## Jezik
Danmašnji engleski jezik je materinski jezik za preko 300 milijuna ljudi, a to znači i službeni u Antigvi, Australiji, Bahamima, Barbadosu, Belizeu, Bermudi,  Kanadi (uz francuski), Dominiki, Grenadi, Irskoj (uz Irski), Jamajki, Novom Zelandu, Svetom Krostoferu i Nevisu, Svetoj Luciji, Svetom Vincentu, Južnoafričkoj Republici, Trinidadu i Tobagu, Ujedinjenom Kraljevstvu i Sjedinjenim Američkim Državama. Njime govori i preko 300 milijuna ljudi kojima je to drugi jezik, i to u Bocvani, Bruneima, Kamerunu (uz francuski), Fidžiju, Gambiji, Gani, Indiji, Keniji (uz swahili), Kiribatima, Lesotu, Liberiji, Malaviju, Malti, Mauricijusu, Namibiji, Nauruu, Nigeriji, Pakistanu (uz urdu), Papui-Novoj Gvineji, Filipinima, Portoriku, Senegalu, Sejšelima, Sijera Leoni, Singapuru, Surinamu (uz nizozemski), Svaziledu, Tanzaniji, Tongi, Tuvalu, Ugandi, Vanuatuu, Zapadnoj Samoi, Zambiji i Zimbabveu. Engleskim se služi daljnjih 100.000.000 koji ga govore kao strani jezik. 

### Kratka povijest jezika
Povijest jezika počinje dolaskom 3 germanska plemena koja su na Britansko otočje došla tijekom 5. stoljeća, prešavši preko Sjevernog mora iz današnje Danske i sjeverne Njemačke. Prastanovništvo otočja služilo se keltskim jezicima koji su ubrzo bili zamijenjeni, a oni sami bili potisnuti u područje kasnijeg Velsa (Wales), Cornwalla i Škotske. Jedna grupa ovih prastanovnika migrirala je na francusku obalu čiji potomci danas govore bretonski (Bretonci). Angli (Angles) imenovani su po Engle (Anglen u Danskoj), zemlji njihovog porijekla. Ime njihov jezika 'englisc' pretvorilo se u 'English'.
Anglo-saksonske inskripcije datiraju između 450. i 460. godine iza Krista i najstariji su primjerci engleskog jezika. Tijekom sljedećih nekoliko stoljeća od njega su se razvila četiri dijalekta: northumbrijski (eng. Northumbrian) (sjeverno od Humbera), mercijski (eng. Mercian) (u kraljevstvu Merciji), zapadnosaski (eng. West Saxon) (u Wessexu) i kentski (eng. Kentish) u Kentu. Tijekom 7. i 8. stoljeća pleme Northumbrians (Northumbrijci) dominira Britanijom svojim jezikom i kulturom. Invazije Vikinga u 9. stoljeću lome ovu dominaciju Northumbrijaca i srodnih Mercijaca (Mercians). Kraljevstvo Wessex preostaje kao jedino neovisno kraljevstvo. Tijekom 10 stoljeća zapadnosasko narječje postaje službeni jezik Britanije. Pisani staroengleski uglavnom je iz tog razdoblja, a služio se runskim alfabetom (runic), poznato Švedskoj po napisima, uklesanim, na runskim stijenama. Tek kršćanski misionari donesli sa sobom latinski alfabet koji je postao sustavom pisanja u Engleskoj. U to vrijeme, staro-engleski vokabular sastavljen je od anglo-saksonskih riječi i posuđenica iz skandinavskih jezika, osobito danskih i norveških, te latinskih. Najpoznatije engleske riječi koje su nastale iz latinskog su: 'angel', 'bishop', 'candle', 'cheese', 'cup', 'kettle', 'kitchen',  'martyr', 'street', 'wine'. Mnoge riječi su došle iz norveškog: 'call', 'egg', 'flat, 'get', 'give',  'husband', 'odd', 'sky', 'they' i druge. Iz domorodačkog keltskog ima tragova jedino u zemljopisnim pojmovima kao Avon, Thames, Trent, Severn, itd.
Godine 1066. Normani osvajaju Britaniju. Francuski postaje jezik normanske aristoktacije i dodaje nove riječi engleskom vokabularu, pa na primjer imamo francuski close (engleski shut), reply (answer), odour (smell), anual (yearly), demand (ask), chamber (room), desire (wish), power (might), ire (wrath, anger). 
Izvorne engleske riječi osobito su se sačuvale u nazivima domaćih životinja, to su: ox (vol), cow (krava), sheep (ovca), deer (jelen), swine (svinja), ovdje se osjeća francuski utjecaj aristokracije u kuhinjskim specijalitetima za koje su kuhali engleski kuhari, takve su riječi 'mutton' (ovčetina), 'bacon' (špek),  'venison' (jelenovo meso), 'beef' (govedina), 'pork (svinjetina)' i 'veal' (teletina). 
Od 16. stoljeća kontakt Britanaca s narodima širom svijeta u engleski jezik ulaze izravno ili posredno mnoge nove strane riječi, usput možemo naglasiti da je samo Shakespeare iskovao preko 1600 novih izraza. Posuđenice u engleskom nose se većinom na nazive životinja (giraffe, tiger, zebra), za koje ne treba ni nama prijevod. Kontakti s drugim narodima uvode i nazive za razne odjevne predmete kao (pyjama, turban, shawl), hranu (spinach, chocolate, orange), pića (tea, coffee, cider), religiozni termini (Jesus, Islam, nirvana), u športu (checkmate, golf, billiards), glazbi i umjetnosti (piano, theatre, easel), oružje (pistol, trigger, rifle), itd. U jezik ulaze riječi iz latinskog, grčkog, arapskog, hindi, talijanskog, malajskog, nizozemskog, farsi, raznih indijanskih jezika (tupi, nahuatl, algonquin). Lista posuđenih riječi u engleskom jeziku postala je enormna. Iz starih riječi anglo-saksonskog staro-engleskog jezika tek ih je oko 5000 ostalo nepromijenjenih, to su riječi koje se tiču kućanstva, dijelova tijela, uobičajenih domaćih životinja, prirodnih elemenata, većine zamjenica prepozicija, nekih glagola. Gutajući ogroman broj stranih riječi i prilagođavajući ih svom jeziku, engleski postaje najbogatiji jezik na svijetu.

## Povijest

### Porijeklo
Englezi su potomci Indoeuropljana koji su između 3000. i 6000. prije Krista naseljavali područje Baltika ili možda čak Anatolije. Nakon mnogo migracija, oko 1000. prije Krista razne grane Indoevropljana postaju različite. Kelti su svakako najraširenija grana ove porodice. Oni naseljavaju današnju Španjolsku, Francusku, Njemačku i Englesku. Godine 55. prije Krista počinje romanizacija Britanskog otočja da bi već 43. bila utemeljena rimska kolonija 'Britannia'. S druge strane između 200. prije Krista i 200. nakon Krista germanska plemena iz područja Skandinavije šire se preko središnje Europe i susreću se s ekspanzijom Rimskog Carstva koje u ranom 5. stoljeću doživljava kolaps. Rimljani se povlače iz Britanije i drugih kolonija, a pred vratima im se nalaze razna barbarska plemena. 

### Angli, Sasi i Juti
Oko 410. godine prva germanska plemena dolaze na otočje. To su zapadnogermanska plemana - Angli, Sasi, Juti i nešto Friza. Keltska romanizirana plemena se povlače u Irsku, Škotsku i Walles. Anglosasi, izvorno pomorski narod, počinju istraživati bogati engleski kraj pogodan za poljoprivredu. Oni postaju sjedilačko stanovništvo koje živi od zemlje. Oko 600. nakon Krista germanski jezik u Engleskoj postaje različit od kontinentalnih germanskih jezika. 

### Nastanak Engleza, Anglo-saksonski period  (600. – 1100.)
Između 600. i 800. godine doseljena plemena politički napreduju i stvaraju tri kraljevstva: Northumbrija (Northumbrijci), Mercija  (Mercijci), Wessex (Sasi). Već oko 600. godine primaju kršćanstvo, koje im donosi Sveti August, misionar iz Rima. Irski misionari također među njima šire keltski oblik kršćanstva. U osvojenim krajevima oni ne uživaju dugo u miru jer se 793. javlja nova opasnost drugih pomorskih naroda - dolaze ratoborni Vikinzi, ratnici i pljačkaši. Dok su Anglosasi zauzeti Vikinzima, na europskom je kopnu 800. g. franački kralj Karlo Veliki okrunjen kao car Svetog Rimskog Carstva. On primorava Sase da postanu kršćani (Na kruhu koji su pekli morali su ucrtavati križeve, otuda je i porijeklo današnjih pereca). Nevolje s Vikinzima i dalje ne prestaju, dapače, sve su gore i gore. Saski kraljevi nastoje ujediniti cijelu Englesku pod jednu krunu, naravno njihovu, Sasku. Od 840. – 870. pobijeni su kraljevi Northumbrijaca i Istočne Anglije, pokorena je i Mercija, a Vikinzi su zavladali cijelim krajem osim Wessexom, koji je ostao jedino anglosasko kraljevstvo Britanije. Godine 871. Vikinzi kreću protiv Wessexa. U posljednjoj, šestoj bitci smrtno je ranjen engleski kralj. Njegov mlađi brat Alfred koji se iskazao u borbi okrunjen je za novog kralja.
Pogibijom starog kralja, Alfred se priprema za svoju vladavinu, no zna da su Vikinzi nemirni pa se orijentira na mornaricu, tj. gradi brodove. U posjet dolaze danski i norveški kraljevi, iako je to u stvari izvidnica koja priprema napad. To se i dogodilo 876., tri danska kralja napadaju Wessex, ali Alfred vodi svoje Anglosase u odlučnu pobjedu i Danci uskoro napuštaju Englesku zauvijek. Alfredovom pobjedom Engleska se dijeli između kuće Wessexa i Vikinga koji su tamo otprije. Slijedi petnaestogodišnji mir, a Alfred je proglašen Alfredom Velikim. 
Godine 925. vlada Ethelstan Sjajni. Anglosaska snaga jača. Novi kralj ponovno od vikinške ruke vraća York, ratoboran je, pa napada i Škotsku i Walles gdje su živjeli povučeni Kelti. Ovo je i vrijeme kada u engleski jezik ulaze 'them', their' i 'they'. Sljedeće godine nisu povoljne za Anglosase, Ethelred II. Nespremni postaje kralj s 11 godina. No on je slab i ne uspijeva odbiti ni najslabije vikinške napade, te gubi bitku i podmićuje Vikinge s 10.000 funta u srebru. Sve do 1014. nastavljaju se bitke započete 994. godine. Englezi kapituliraju danskom kralju Svenu I. Rašljobradom. Ethelred ‘Nespremni’ bježi iz domovine preko La Manchea u Normandiju. 
Svenov mlađi sin Knut Veliki okrunjen je za engleskog kralja. On kreće stopama Alfreda i posvećuje se miru i prosperitetu kraljevstva. Kasnije je oženio Emmu, udovicu Ethelreda ‘Nespremnog’. Stvari idu dobro do njegove smrti, kada kraljevstvo opet pada pod vlast kuće Wessex, mlađem Edvardu, sinu Aethelreda i Emme koji je odrastao u egzilu u Normandiji. On je pobožan i nazvan Edvard III. Ispovjednik. Osobitu pažnju posvećuje mjestu svoga rođenja, Normandiji, i tamošnjim romaniziranim Vikinzima. Edvard je pod dominacijom anglosaskih grofova, posebno grofa Godwina. Godwinov sin Harold Godwinson, postaje de facto vladar, jer Edvard pokazuje sve manje i manje interesa za vladanje. Napokon u siječnju 1066. Edvard umire, bez djece, vjerojatno prepuštajući Harolda Godwinsona za nasljednika. Za Haroldovo biranje spremni su grofovi Wessexa ali ne i northumbrijski i mersijanski grofovi. 
Normandijski vojvoda Vilim zahtjeva pravo nasljeđa, spominjući dano mu Haroldovo obećanje. Harold sada to odbija i Vilim se priprema na invaziju. U ljeto 1066. je spreman, ali planove su mu pokvarili vjetrovi nepovoljni za plovidbu. U rujnu iste godine norveški kralj Harald Hardrade smatra da je povoljno vrijeme za napad. Harold II. juriša na sjever i pobjeđuje Hadradovu vojsku na Stamford Bridge-u. Vjetar se okreće, i Vilim sada kreće na more. Harold sada juriša na jug da odbije Williamov napad. Iako su mu Northumbrijci i Mersijanci obećali pomoć, to nikada nisu učinili. Harold je poražen i ubijen u bitci kod Hastingsa u desetom mjesecu 1066. U posljednjem mjesecu iste godine Vilim I. Osvajač okrunjen je za kralja Engleske na Božić u Westminsterskoj opatiji.

### Srednje doba (oko 1100. – 1500.)
Od 1066. do 1075. Vilim je slomio ustanak anglosaskih grofova i seljaka veoma brutalno, populacija je desetkovana. Anglosaski grofovi i slobodnjaci gube vlasništvo, a mnogi su zarobljeni. Vilim dijeli titule Normanima, i tek pokojem Englezu, ako mu je bio od potpore. Mnoge nasljedne engleske titule potječu iz tog perioda. Engleski jezik postao je jezik donje klase, seljaka i robova. Normanski francuski postaje jezik dvora i klasa koja posjeduje vlasništvo. Francuski postaje jezik koji se koristi u crkvi i na njemu se pišu kronike. Engleski dugo ne postaje pisani jezik. Bilingualnost ipak polako raste, osobito među onima koji posreduju između dvije klase, rast Londona, komercijalnog središta, osobito pogoduje ovome.  Godine 1204. dolazi do preokreta, engleski kraljevi gube vojvodstva u Normandiji, a Engleska postaje jedino dom engleskih Normana, pa već 1205. izlazi prva knjiga na engleskom jeziku. Već negdje 1300-tih raste broj onog plemstva koje govori engleski, ne francuski, svoju djecu također uče da govori engleski. Francuski se sada smatra stranim jezikom. Ovo se Francuzima zasigurno ne sviđa, dolazi tako 1337. do početka stogodišnjeg rata između Engleske i Francuske.
Godine 1362. engleski postaje službeni jezik dvora a sve više autora piše na tom jeziku. Tada se oko 1380. javlja Geoffrey Chaucer (oko 1340. – 1400.), on piše na sredjoengleskom 'Priče iz Canterburyja'. Jezik pokazuje mnogo francuskog utjecaja u tisućama francuskih posuđenica. Londonski dijalekt isprva se označava kao 'standardni', ostali su manje značajni, ali ne i zapadnosasko narječje, koji je i prije bio standardno u jugozapadnoj Engleskoj. 
Godina 1474. veoma je značajna za englesku pisanu riječ. Te godine iz Njemačke je William Caxton donio tiskarski stroj i tiskana je prva knjiga (The Recuyell). William Caxton, tiskarski stroj i ova knjiga uvod je u novo englesko doba 'The Modern English Period',  koji se računa od 1500. godine pa do danas.

### Suvremeni engleski period (1500. - danas)
Rana moderna Engleska se razvija, njihov jezik postaje veoma značajan, Shakespeare koji umire 1616. uvodi u engleski jezik mnogo novih riječi. Klasični period engleske književnosti ipak počinje tek 1700-tih godina. Otkriven je Novi svijet i Engleska baca poglede preko mora. Od 17. – 19. stoljeća britanski imperijalizam širi svoje granice. Od 19. – 20. stoljeća dolazi do buma u industrijskoj revoluciji.

## Kultura

### Kuhinja
Engleska hrana temelji se na mesu, govedini, janjetini, svinjetini, piletini i ribi i najviše se servira uz krumpir i drugo povrće. Najpopularnija su jela: sendviči, 'fish and chips' i pite ('pies'; 'Pork pie', 'Cornish pastie' i 'Stargazy Pie'). Ova posljednja radi se od haringa. Englezi imaju i voćne pite ('fruit pies'), poznate su 'Apple pie', 'Rhubarb pie' i 'Blackberry pie'. Postoje i mješavine ovih pita pa se miješaju na primjer rabarbara i jabuka, ili jabuka i kupina. U malenom mjestu Denby Dale blizu Huddersfielda, proizvodi se najveća pita na svijetu. Ovo selo dobilo je i naziv 'The Pie Village'. Prva je napravljena 1788. godine za proslavu oporavka Kralja Georga III od mentalne bolesti.  
Sirevi se koriste u 98 % britanskih domaćinstava, primat sigurno nosi 'Cheddar', no u Engleskoj ih proizvode preko 400 vrsta, može se reći da su Englezi zaljubljeni u sir. Osim spomenutog poznati su im i Stilton, Red Leicester, Cheshire i Double Gloucester. Najpoznatiji Cheddar ima 6 podvrsta, to su im: mild Cheddar, medium Cheddar, mature Cheddar, vintage Cheddar, Farmhouse i West Country. Od regionalnih sireva poznati su Caerphilly, Cheshire, Derby, Double Gloucester, Lancashire, Red Leicester, Stilton i Wensleydale. Od specijalnih sireva Englezi imaju: Cornish Yarg, Shropshire Blue, Somerset Brie i Camembert.  
Druga veoma važna stvar za Engleza je čaj, toliko je važna da postoji  'tea-time, pa ih možemo nazvati i 'tea-drinking nation', piju ga s mlijekom. Tkozvani 'Afternoon Tea' dolazi u 16. sati popodne, onda opet u 18 sati vrijeme je za 'High tea'. Ovo tradicionalno uzimanje čaja poslužuje se uz neki prilog kao što je sendvič ili sir na tostu. Za razne prigode Englezi pripremaju i razna tradicionalna jela. Tako na Sisvete pripremaju 'soul cake', a na Božić obavezna je purica i janjetina za Uskrs. 'Toffee Apples' priprema se na Noć vještica

### Religija
Britanija je bila rimokatolička država,  godine 1533., tijekom vremena dok je vladao Henrik VIII., Engleska se odvojila od katoličke crkve i postala anglikanskom (Anglican Church). Razlogom ovome odcjepljenju leži u rastavi braka koju je Henry VIII. zatražio od Pape zato što mu je žena rađala samo kćeri. Ljut što mu Papa odbija dati rastavu on osniva svoju vlastitu crkvu. Do promjena službene vjere još dolazi sve do 1558. kada Kraljicom postaje Elizabeth. Ona anglikansku vjeru proglašava službenom i to ostaje do danas kada se 68 % stanovništva izjašnjava pripadnicima Engleske crkve. 

### Žetveni običaji
Kod suvremenih Engleza održale su se žetvene svečanosti 'Harvest' Festival još iz poganskih vremena. One se održavaju tijekom devetog mjeseca. Dan 'harvest' Festivala pada na 'Harvest' Moon, koji im dolazi na puni mjesec, odnosno pada oko 23. rujna (jesenska ravnodnevica). Na taj dan Englezi kite svoje crkve košarama voća i hrane, a i djeca u škole donose iste takve košare, koje se na koncu podijele siromašnima. Za razliku od SAD-a i Kanade, Žetvene svečanosti u Ujedinjenom Kraljevstvu nisu nacionalni blagdan. 

### Sport
Popularni sportovi Engleza su kriket (cricket) kojega igraju nedjeljama od četvrtog do osmog mjeseca. Nogomet je naravno najpopularniji,  'English Football League' ima 92 profesionalna kluba. Ostali sportovi koje Englezi vole i s kojima se bave su: ragbi (rugby), tenis, netball (uglavnom žene), košarka, golf, konjske trke, polo, badminton. Stolni tenis izumili su engleski studenti 1880. sa sveučilišta u Cambridgeu. Za lopticu služili su im šampanjski čepovi. Ribolov 'angling', s udicom i povrazom jedan je od najpopularnijih sportova u Engleza, izgleda da ih ima preko 3 milijuna popisanih koji se bave ovom aktivnošću. Sportski podaci  (prema izvjesnom Robertu iz 'Woodlands Junior School' u Kentu.)

## Nove nacije
Kolonijalnom politikom osobito nakon otkrića Amerike potaknutom trgovinom (začini) i potrazi za bogatstvima, Britanija ne zaostaje za Španjolskom i Portugalom. U ranom 17. stoljeću Osnivaju se kolonije u Sjevernoj Americi te u Indiji. Trgovački pohodi u Indiju započinju 1601., u vrijeme kraljice Elizabethe. Između 1601. i 1613. Istočnoindijska kompanija poduzima 12 putovanja za Indiju, zemlju začina. Do danas je u Indiji ostao poveći broj Engleza koji se sada nazivaju Anglo-Indijci. Prvih godina 17. stoljeća osnivaju se i prve kolonije u Sjevernoj Americi. Među prvima su izgubljena 'Lost Colony' i utvrđeno naselje Jamestown u Virginiji. U kasnijim vremenima Englezi počinju naseljavati i Australiju,  Novi Zeland i Južnoafričku Republiku (Cape Colony). Englezi sa svojim trgovačkim brodovima odvlače bogatstva, ipak nešto i ostavljaju, tvornice i neophodna željeznica ostaju za njima. Kolonije se postupno oslobađaju ali u njima i dalje ostaju doseljeni Englezi, stvaraju se nove anglofonske nacije koje čuvaju engleski jezik i dalje ga šire i prenose novim stranim doseljenicima. Danas je u svijetu engleski jedan od najrasprostranjenijih. U SAD-u žive Angloamerikanci i Afroamerikanci, crnci koji su prihvatili američku kulturu i engleski jezik. Australsko naseljavanje počinje dopremanjem zatvorenika i oni su prethodnici stvaranja Angloaustralske nacije. Slično je i s Novim Zelandom na kojemu 1790-tih kitolovci misionari i trgovci utemeljuju prva naselja u obalnom području. Njihovi potomci danas su Anglonovozelanđani. Manjih anglofonskih zajednica postoji na još nekoliko mjesta. Vidi Commonwealth.

## Vanjske poveznice
- Guide to British Life, Culture, and Customs
- English Customs and Traditions